# Monetazione longobarda di Benevento
La monetazione longobarda di Benevento, parte della più generale monetazione longobarda, è l'insieme delle monete coniate tra il 680 circa e la fine del IX secolo nel ducato e nel principato di Benevento. Furono dapprincipio coniati solidi e tremissi, monete entrambe d'oro, che imitavano quelle dell'Impero romano d'Oriente; in seguito seguì l'emissione di monete a nome prima dei duchi e poi dei principi beneventani. Verso la fine dell'VIII secolo accanto alle monete d'oro furono battute quelle d'argento, che gradualmente presero il posto delle precedenti come peraltro successe nel resto dell'Europa occidentale. L'argento divenne il metallo monetato prevalente solo dalla metà del IX secolo.
Le monete dei duchi longobardi di Benevento hanno caratteri propri che le distinguono da quelle dei Longobardi stanziati al nord Italia (Langobardia Maior): a nord la coniazione era indirizzata quasi esclusivamente ai tremissi, a Benevento furono coniati anche i solidi e ci si ispirò ai modelli bizantini anche quando nella Langobardia Maior, verso la fine del VII secolo a partire dal regno di Cuniperto, sulle monete furono inseriti i titoli regali e adottati tipi nuovi. Dopo la caduta del regno longobardo, ancora per un secolo circa, le monete mantennero le loro caratteristiche.
Accanto alla monetazione di Benevento è studiata anche quella del principato di Salerno, che ebbe origine nell'839 circa in seguito alla frammentazione del principato di Benevento.

## Catalogazione e fonti

Il ducato di Benevento nell'VIII secolo

### Monete beneventane
Per le monete coniate dai Longobardi a Benevento il testo più recente è quello pubblicato da Philip Grierson e Mark Blackburn, primo volume della serie Medieval European Coinage. Nei cataloghi si trovano riferimenti del tipo "MEC I, 1085", dove MEC indica le iniziali della collana, I indica il primo volume e 1085 la 1085º moneta in catalogo. Le monete pertinenti alla zecca longobarda di Benevento, tutte nel primo volume, sono catalogate dal 1085 al 1119. Le singole monete analizzate nel volume ed usate nelle illustrazioni sono quelle della collezione del Fitzwilliam Museum di Cambridge.
Altra fonte di catalogazione, ugualmente usata, è il Catalogue of the coins of the Vandals, Ostrogoths and Lombards, and of the empires of Thessalonica, Nicaea and Trebizond in the British museum curato da Warwick William Wroth e pubblicato a Londra nel 1911.
Meno usati internazionalmente, ma più dettagliati sono gli studi pubblicati in Italia da Giulio Sambon nel 1912, da Memmo Cagiati nel 1916-17 e quelli contenuti nel vol. XVIII del Corpus Nummorum Italicorum (CNI). In particolare il testo di Cagiati elenca tutti gli esemplari allora noti con la loro descrizione, utilizzando per la rappresentazione i disegni di Andrea Russo, un illustratore napoletano del XIX secolo. Più recente è il lavoro di Enrico Catemario di Quadri, del 1953, in cui si analizzano le monete beneventane appartenenti ad una collezione privata e pubblicato sul Bollettino del Circolo numismatico Napoletano. Inoltre nel 1974 è stata pubblicata su Numismatic Chronicle un'analisi di W. Andrew Oddy della monetazione aurea di Benevento, basata anche in questo caso sulla collezione del Fitzwilliam Museum di Cambridge.

### Monete imperiali
Nella prima metà dell'VIII secolo le monete coniate a Benevento hanno legende con i nomi degli imperatori dell'Impero romano d'Oriente.
I nomi usati sono quelli di Costantino IV (668-685) e Giustiniano II (685-695 e 704-711). Nella catalogazione delle monete di questi imperatori si usano due pubblicazioni relativamente recenti: il catalogo della collezione di Dumbarton Oaks, Catalogue of the Byzantine Coins in the Dumbarton Oaks Collection and in the Whittemore Collection, abbreviato DOC, e il testo di Wolfgang Hahn Moneta Imperii Byzantini, abbreviato MIB. Le monete imitate sono elencate nel secondo volume del DOC e nel terzo volume del MIB.

## Contesto storico
Duchi
- 689–706 Gisulfo I
- 706–731 Romualdo II
- 731–732 Gisulfo II
- 732 Audelais
- 732–739 Gregorio
- 739–742 Godescalco
- 742–751 Gisulfo II (restaurato)
- 751–758 Liutprando
- 758–774 Arechi II

Principi
- 774–787 Arechi II
- 787–806 Grimoaldo III
- 806–817 Grimoaldo IV
- 817–832 Sicone I
- 832–839 Sicardo
- 839–850 Radelchi I
- 850-853 Radelgardo
- 853–877 Adelchi
- 877–879 Gaideris
- 879–881 Radelchi II
- 881–890 Aione II
- 890–891 Orso
- Dominio bizantino
- 895–897 Guido
  - 897 Pietro, vescovo di Benevento e reggente
- 897–900 Radelchi II (restaurato)
- 900–910 Atenolfo I

I Longobardi conquistarono l'Italia meridionale (Langobardia Minor) dopo il 570 e nel tempo formarono uno Stato esteso su gran parte del Mezzogiorno peninsulare, con le eccezioni dell'attuale Calabria, di parte della Puglia (quasi tutta la penisola salentina) e della città di Napoli con il suo retroterra, territori che rimasero sotto il controllo dell'Impero romano d'Oriente.
Il ducato romano, sotto il controllo pontificio, e il ducato di Spoleto, longobardo, separavano il Ducato di Benevento dai territori longobardi del nord Italia e di conseguenza il ducato godette tra VI e VII secolo di una notevole autonomia all'interno del regno longobardo d'Italia. I suoi destini furono strettamente legati alla corona reale solo durante il regno del re Grimoaldo (662-671), già duca di Benevento, e nell'VIII secolo, dal regno di Liutprando (712-744) alla caduta del regno (774). Dopo l'annessione del regno longobardo all'impero carolingio, tuttavia, il dominio beneventano rimase l'unico dei territori longobardi a mantenere de facto la propria indipendenza per ancora quasi trecento anni, malgrado la frammentazione dei suoi territori avvenuta verso l'840.

## Monetazione
Benevento fu l'unico dei grandi ducati longobardi ad avere una coniazione propria, nettamente distinta da quella del regno longobardo. Il tipo prevalente presentava al dritto un busto di fronte ed al rovescio una croce potenziata che poggiava su una base (semplice per il tremisse, di tre o quattro scalini per il solido). La differenza tra i due rovesci era la stessa in uso nella monetazione imperiale dell'epoca, cosa che consente una facile identificazione del valore della moneta. I tipi usati per il rovescio rimasero costanti per tutto il periodo della coniazione aurea, salvo un'unica eccezione durante il principato di Sicone.
Le prime coniazioni del ducato, come peraltro quelle di tutti i popoli germanici coevi, erano costituite dalle cosiddette monete pseudo-imperiali, cioè da imitazioni più o meno fedeli delle monete dell'Impero romano. Queste monete copiavano quelle che già erano in circolazione nell'area conquistata. Più tardi le monete si differenziarono con l'aggiunta di lettere, monogrammi o altri simboli che indicavano in qualche modo il nome del duca che governava. Solo in una terza fase furono usate nuove legende, differenti rispetto a quelle imperiali.
Il primo ad apporre il proprio nome fu Grimoaldo III (787-806), già nel periodo in cui il ducato era stato elevato a principato; i tipi, comunque, erano ancora imitazioni di quelli delle monete imperiali. Sotto Grimoaldo III iniziò anche la coniazione dell'argento, seguendo una prassi che si era già diffusa nell'Europa occidentale. Sotto Sicardo terminò definitivamente la coniazione dell'oro e anche il Ducato di Benevento, come gran parte dell'Europa occidentale coeva, usò come moneta principale il denaro.

### Monetazione pseudo-imperiale
L'inizio della monetazione di Benevento si colloca nel tardo VII secolo, con la coniazione di solidi e tremissi pseudo-imperiali.
Le prime monete non sono attribuibili con precisione ad un duca definito. Le monete erano imitazioni di quelle emesse dall'Impero romano d'Oriente con i nomi di Costante II e Costantino IV.

### Monetazione ducale
Le prime monete sicuramente attribuibili sono quelle di Gisulfo I, che fu duca dal 689 al 706. Anche queste monete erano imitazioni delle monete imperiali, copie di quelle di Tiberio III (698-704) e di Giustiniano II (secondo regno, 704-711). Sotto Gisulfo i tipi usati furono due. Nel primo al dritto era rappresentato l'imperatore con armatura, lancia e scudo, al rovescio una croce potenziata su una base; questa moneta era copiata da una moneta di Tiberio III. Nel secondo tipo il busto dell'imperatore è raffigurato con il loros; in una mano tiene una croce potenziata e nell'altra un globo crucigero, la cui croce è anch'essa potenziata; sul globo la legenda PAX. Al rovescio di questa moneta era raffigurato il busto di Cristo di fronte. Il modello era un solido di Giustiniano II, emesso durante il suo secondo regno. Questi due tipi furono usati esclusivamente sotto Gisulfo I.
A partire dall'ascesa di Romualdo II fu introdotto un terzo tipo, con al diritto il busto dell'imperatore che tiene il globo crucigero. Questo tipo imitava monete emesse sotto i primi anni del regno di Giustiniano II e fu utilizzato nella monetazione di Benevento fino a metà del regno di Godescalco (740 circa). Le iscrizioni usate erano quelle delle monete di Giustiniano. Secondo Grierson e Blackburn il tipo fu scelto probabilmente a causa della familiarità dei Longobardi di Benevento con questo tipo, usato da molti imperatori durante il VII secolo.
Sotto Godescalco fu introdotto un nuovo tipo, con il busto imperiale che tiene nella mano sinistra l'akakia, oltre al globo crucigero che si trovava nella mano destra. Secondo Grierson e Blackburn il tipo imita i solidi di Leone III (717-741), anche se era già stato introdotto in precedenza da Anastasio II (713-715). In particolare, le legende in questo monete sono del tipo DN LEOPP o DNL – EOPPAGVS. Questi tipi sono visibili anche nelle monete di Liutprando e in quelle dei primi anni di Arechi II.
Con Arechi II il tipo venne nuovamente cambiato. Il tema ritornò quello del busto con il globo crucigero, ma al dritto non c'era più la legenda pseudo-imperiale, bensì si leggeva DNS VICTORIA. La datazione di questo nuovo tipo è collocata intorno al 770 e, secondo Grierson e Blackburn, probabilmente la legenda allude alla vittoria, conseguita nel 765 sui Napoletani.

### Monetazione del principato
Nel 774, sempre sotto Arechi, il ducato si trasformò in principato e sul rovescio delle monete apparve la nuova legenda "PRINPI". Il tipo, con alcune varianti minori nella tunica, fu usato anche sotto Grimoaldo III e fino alla fine della monetazione aurea di Benevento. Con Grimoaldo III per la prima volta venne usata la legenda con il nome del principe scritto per esteso: in precedenza sul rovescio era presente solo l'iniziale del nome del duca, con o senza l'indicazione del titolo, espressa o con la lettera D o con un monogramma (ɵV per dvx). La monetazione di Grimoaldo è suddivisa in due periodi che testimoniano i cambiamenti nella politica estera del principato. Grimoaldo ottenne da Carlo Magno, che era diventato rex Francorum et Langobardorum, l'autorizzazione a rientrare nel principato e assumerne la corona, impegnandosi però a battere moneta e a emanare documenti esclusivamente in nome di Carlo e ad imporre ai Longobardi di portare il mento sbarbato secondo l'uso franco.
Nel primo periodo (788-792) le monete furono quindi coniate a nome congiunto di Grimoaldo e di Carlo: recavano al dritto la legenda GRIM- + -VAL e il monogramma DX (dux), mentre al rovescio la legenda recitava DOMS CAR • con il monogramma ℞, per rex. "CAR" è Carlo Magno. In questo periodo, Grimoaldo aveva quindi dovuto rinunciare al titolo di principe ed usare solo quello di duca, con in esergo VIC (o VICΔ) nella posizione che abitualmente era occupata da CONOB. Per questa legenda Wroth ipotizza che sia l'abbreviazione di VICTORIA usata in precedenza da Arechi. In questo periodo furono coniati per la prima volta i denari, anche in questo caso a nome di Grimoaldo e Carlo.
In seguito Grimoaldo pose fine ai buoni rapporti con i Franchi e riuscì a difendere la sua autonomia. In questo secondo periodo, le monete vennero coniate solo a nome del principe longobardo. Grimoaldo si alleò con l'imperatore d'Oriente e ne sposò la nipote; il principato subì attacchi da parte degli eserciti franchi ma il principe riuscì a farvi fronte. Nella nuova coniazione riapparvero in esergo CONOB ed il titolo PRINCI, entrambi assenti nella monetazione del primo periodo.

### Monetazione dell'argento
Con Grimoaldo accanto alla produzione di monete d'oro iniziò la monetazione dell'argento. Furono coniati denari con caratteristiche simili a quelli emessi nello stesso periodo dal papato e dal regno franco.
I primi denari di Grimoaldo III recavano al dritto il monogramma usato da Carlo Magno nelle sue monete, ed al rovescio quello di Grimoaldo. Anche nei denari, dopo il 792, cambiarono i tipi: al dritto fu posto il nome di Grimoaldo, con un nuovo monogramma, e al rovescio la croce potenziata su scalini affiancata dalle lettere "A" e "ω".
Sotto Grimoaldo IV, successore di Grimoaldo III, al rovescio iniziò ad apparire la dedica all'arcangelo Michele. L'arcangelo era protettore e simbolo dei Longobardi, ed era oggetto di un culto particolare. Per di più il santuario di San Michele Arcangelo sul Gargano, dedicato all'arcangelo, si trovava proprio nel territorio del principato di Benevento. Sotto questo principe non furono coniate monete d'oro. Grimoaldo non si firmò come principe ma semplicemente come Grimoaldo, figlio di Ermerico. I denari di Grimoaldo IV presentavano tipi affatto particolari: al dritto la legenda • GRIMOALD FILIVS ERMENRIH[I] circonda una spiga di grano, che si poteva presentare tra steli ricombenti oppure tra foglie; al rovescio la legenda • ARCHANGELVS MICHAEL circondava una croce, a bracci di uguale lunghezza, accostata da quattro losanghe.
La coniazione aurea riprese sotto Sicone, che continuò ad apporre la dedica all'arcangelo Michele ed introdusse il nuovo tipo con l'immagine dell'arcangelo al rovescio e la legenda ΛRCHANGELVS MICHΛЄL con le sue varianti. La moneta è così descritta da Cagiati: «Figura dell'arcangelo Michele di prospetto; tenendo nella destra mano il pastorale, nella sinistra una croce, sotto piccolo triangolo». Questo tipo fu usato nella monetazione bizantina per tutto il VII secolo. Sicone usò questo tipo solo per i solidi; per i tremissi fu impiegato quello tradizionale con la croce potenziata, ma la legenda anche in questo caso era ΛRCHANGELVS MICHΛЄL. Con Sicone continuò la coniazione del denaro con al dritto la legenda PRIHCES BEHEBEH • TI intorno al monogramma cruciforme SICO. Le varianti furono particolarmente numerose: Cagiati ne descrive ben 25. Il tipo con il monogramma del monarca al dritto ed una croce al rovescio è simile a quello dei denari di Carlo Magno; a differenza però delle monete franche, dove era raffigurata una croce greca, nelle monete di Sicone venne usata la tradizionale croce potenziata su scalini. Come già visto questo tipo era già stato usato da Grimoaldo III.
Sotto il figlio e successore di Sicone, Sicardo, il tipo con l'arcangelo Michele al rovescio non fu più usato. Le monete d'oro, sempre solidi e tremissi, furono coniati con il tipo tradizionale che vedeva al rovescio la croce potenziata su scalini. Questa fu l'ultima monetazione aurea dei principi longobardi di Benevento. Nei denari fu usato un nuovo monogramma cruciforme con le lettere SICARD. Sicardo fu l'ultimo sovrano del principato beneventano nel suo assetto unitario. Alla sua morte, iniziò una guerra civile che determinò la definitiva separazione di Salerno. Una breve riunificazione si ebbe solo negli ultimi decenni del X secolo. Le monete dei suoi successori furono solamente d'argento.

#### Monetazione di Adelchi
Particolare fu la coniazione di Adelchi, che testimonia i cambiamenti politici del principato. Nell'860 Adelchi fu sconfitto a Bari da forze saracene; dovette quindi chiedere aiuto all'imperatore franco Ludovico II, che nell'866 sconfisse i Saraceni e nell'871 riconquistò Bari. Ludovico II cercò quindi di riaffermare il controllo imperiale sul principato, acquartierando truppe nelle fortezze beneventane. Adelchi rispose prendendo prigioniero l'imperatore stesso mentre questi si trovava ospite nel palazzo principesco a Benevento.
La monetazione di Adelchi è suddivisa in quattro periodi, ognuno con vari tipi. Si trattò comunque sempre di denari.
| Periodo                            | Anni    | Tipi noti |
| ---------------------------------- | ------- | --------- |
| Adelchi da solo                    | 853-867 | 7         |
| Adelchi e Ludovico                 | 867-870 | 2         |
| Ludovico o Ludovico con Engelberga | 870-871 | 13        |
| Adelchi e papa Giovanni VIII       | 871     | 1         |

Il primo periodo della monetazione di Adelchi (853-867) è quello che reca solo il nome del principe; i tipi usati furono sette. Tra questi, uno al dritto presentava nel campo, su tre righe, la legenda + / ADEL' / PRIN ed al rovescio una croce accantonata da quattro losanghe ed intorno la legenda • ARHANGEMIHAE (arcangelo Michele), molto simile al rovescio dei denari di Grimoaldo IV di cinquant'anni prima. Un altro aveva al dritto la tradizionale croce su gradini con intorno la legenda ADELHIS PRINCE, mentre al rovescio, entro la legenda A • RHANGELVMICHAEL, c'era una croce, potenziata nell'asta orizzontale, e con sette globuli ad ogni braccio dell'asta verticale. Un terzo tipo aveva nel campo le lettere P ADL R (principe Adelchi) disposte su tre righe a formare una croce, con intorno la legenda + SANCTA MARIA, mentre un altro ancora aveva il "tempietto carolingio" già usato nei denari tornesi da Ludovico il Pio.
Dopo la riconquista di Bari Ludovico si insediò a Benevento. Questa situazione è testimoniata delle emissioni del secondo periodo, quelle degli anni 867-870, che vedono denari a nome congiunto di Adelchi e Ludovico II. I tipi usati furono due: il primo presentava al dritto l'immagine della spiga già usata da Grimoaldo IV e intorno la legenda + LVDOVICVSIMPE ed al rovescio una croce di Santo Spirito affiancata dalle lettere M ed H (per Michael) e la legenda + ADELHIS PRINCES, con la ultima S retrograda; l'altro denaro al dritto aveva nel campo la legenda I | LVDO | VVICV | ^ P ^ ed al rovescio le lettere P ADL R (principe Adelchi) disposte su tre righe a formare una croce mentre intorno c'era la legenda + ARHANGELMIHAEL.
Nel terzo periodo furono emessi denari a nome di Ludovico da solo o con la moglie. Queste monete sono collocate negli anni 870-871. In questo caso i tipi usati furono per lo più ripresi dalle coniazioni imperiali precedenti: il "tempietto carolingio", la croce con la legenda + XPSTIANARELIGI ("christiana religio") ed altri ancora. In un gruppo di monete appaiono le legende BENVENTV CIBI, BENEVENTUM o simili. In altre monete appariva il nome della moglie di Ludovico, Engelberga, nella forma di ANGILBERGA accompagnata da titoli come DMA ("domina"), IMP ("imperatrix") o AGVSTA, con varie grafie.
Nel quarto periodo furono coniate monete a nome congiunto di Adelchi e di papa Giovanni VIII. Di questo periodo, datato nell'871, è conosciuto solo un tipo che ha al dritto la legenda ADELGI intorno al monogramma cruciforme con le lettere IOHA (Iohannes, il nome del papa in latino) ed al rovescio, nel campo, la legenda SCAMR (Sancta Maria).

#### Gli ultimi principi
Adelchi fu assassinato nell'878 in seguito a un complotto che pose sul trono il nipote Gaideris. Di Gaideris e dei suoi successori sono noti pochissimi esemplari di monete e non tutte le attribuzioni sono sicure. Cagiati cita per Gaideris un unico esemplare e anche per Radelchi II ed Aione II un esemplare ognuno.
Nell'899 Atenolfo I, principe di Capua, conquistò Benevento, unì i due principati e de facto il principato di Benevento finì di avere rilevanza politica autonoma.

### Principato di Salerno
I dinastiaSiconidi
- 840–851 Siconolfo
- 851–853 Sicone II

II dinastia
- 853 Pietro
- 853–861 Ademaro

III dinastiaDauferidi
- 861 Dauferio
- 861–880 Guaiferio
- 880–900 Guaimario I

Nell'839 Sicardo di Benevento fu assassinato in una congiura ordita dal suo tesoriere e successore Radelchi. Il popolo di Salerno proclamò allora principe il fratello di Sicardo, Siconolfo. Lo scontro fra i due pretendenti durò oltre dieci anni e in questo periodo Siconolfo trasferì a Salerno la capitale del principato beneventano.
La monetazione longobarda del principato di Salerno è suddivisa in due fasi: la prima corre dall'840 circa al 900 circa e la seconda da circa il 1050 al 1077. L'attribuzione delle monete ai principi di Salerno è spesso incerta: nell'area circolavano anche monete bizantine e beneventane, nonché monete arabe provenienti dalla Sicilia, come i quarti di dinar o tarì con scritte cufiche.
Siconulfo emise solidi e denari d'argento. Sulle monete d'argento mantenne il titolo di principe di Benevento come appare dalle legende: PRINCE BENEBENTI.
Dopo Siconulfo la coniazione divenne esclusivamente d'argento. Le monete dei successori, ad eccezione di quelle di Guaiferio (861-880), sono rarissime: spesso si tratta di esemplari unici o noti solo per due o tre esemplari. Il tipo più diffuso reca un monogramma al dritto ed una croce potenziata su scalini al rovescio. La prima fase della monetazione ebbe termine sotto il figlio di Guaiferio, Guaimario (880-901).
La seconda fase della monetazione si ebbe sotto il principe Gisulfo II. Furono coniati dei follari, monete di rame diffuse in diversi centri dell'Italia meridionale. Un tipo presentava a dritto il principe seduto in trono e al rovescio il panorama della città fortificata.

## Pesi e leghe

### Oro
Le monete coniate inizialmente, prima della diffusione del denaro, furono il solido, una moneta d'oro, ed il tremisse, anch'esso d'oro, pari ad un terzo di solido. Il peso del solido "bizantino" era di circa 4,55 grammi e quello del tremisse di circa 1,52 grammi.
Secondo Cagiati il peso dei solidi beneventani raramente arrivava ai 4 grammi. Il peso dei solidi conservati al British Museum nel periodo 706-806 è generalmente superiore ai 60 grani (circa 3,87 g), arrivando in alcuni casi al massimo a 64 grani (circa 4,15 g). Nelle ultime coniazioni, (817-851) è solitamente inferiore ai 60 grani. I tremissi del British Museum hanno un peso che varia tra i 19 ed i 21 grani (1,23-1,35 grammi circa).
La lega usata a Benevento nella monetazione aurea variò notevolmente e fu in genere più bassa di quella delle zecche imperiali. Cagiati riporta i dati di uno studio pubblicato da Vincenzo Capobianchi, secondo il quale il titolo medio dei solidi è di 0.762.
A volte fu usato l'elettro o qualche altra lega dell'oro. L'analisi delle monete di Romualdo II fornisce una lega di 20 carati, quelle di Gregorio oscillano tra i 20 e i 18 carati; con i suoi successori l'oro è a 18 carati. Sotto Arechi II (758-787) la lega che inizialmente era a 18 carati diviene di 13 e 1/3. Con Grimoaldo III, che diede inizio alla coniazione dell'argento, la lega dell'oro scese ulteriormente a 12 carati. Con Sicone si ebbe anche un'ulteriore perdita di peso e sotto i suoi successori anche il contenuto aureo scese a 10 carati, fino a che con Adelchi le monete d'oro cessarono di essere coniate e le uniche monete battute furono i denari d'argento.

### Argento
A partire da Grimoaldo III si iniziarono a coniare monete d'argento, seguendo la monetazione diffusa in Italia dai Franchi (monetazione carolingia). Il peso degli esemplari del British Museum varia dai 22•1 grani (circa 1,43 g) di quelle di Grimoaldo III e diminuisce gradualmente fino ai 19•9 di Siconolfo (1,28 g), ai 18•8 (1,21 g) di Radelchi I per arrivare a scendere sotto Adelchi, in alcuni esemplari, a 16•6 grani (1,07 g).
La lega di questi denari è comunque di buona qualità.

## Legende ed epigrafia monetaria
Sulle prime monete erano riportate legende che somigliano solo approssimativamente a quelle originali: IYNIVNVS per "Iustinianus", VGЧS per AVGVSTI, DNI INVSPP per DN ("dominus") I [VSTIN IN]I[A]NVS ("Iustinianus").
In esergo era riportata la legenda CONOB, scritta con varie modalità: CONO, ONO; a volte la "B" era scritta retrograda, spesso di dimensioni maggiore delle altre lettere.
I nomi e le parole presenti hanno notevoli varietà nella grafia: MICHΛЄL, MICHAEL, MIHAEL MICNACL, MIHCAEL, addirittura un ΠICHVEL; BINIBENTI, BENEBENTI, BENEBEHTI o DENEDENTI, BENEBENTV; PRINPI, PRINCIP, PRINCE, PRINCES, PRINCEES.
A volte la "A" era scritta V, Δ, Λ, ∀ o ∇ ed in altre occasioni era ruotata di 90º in un senso o nell'altro. La lettera "S" era scritta a volte retrograda o in altre occasioni è ruotata di 90º. La lettera "G" era scritta come ʕ e a volte assomigliava ad una "S".
Il nome del duca era indicato al rovescio con l'iniziale nel campo, accanto alla croce. Il titolo di DVX era indicato in alcuni casi con una "D", a volte scritta come "Δ". Con Gisulfo II il titolo era indicato dal monogramma  (DVX): in alcuni casi a sinistra, in altri a destra della croce e, in altri ancora, ruotato. Nelle prime monete di Liutprando la croce era affiancata dalle lettere "L" ed "S", la seconda ad indicare la madre Scauniperga in qualità di reggente.
Quando, con Arechi II, il ducato si trasformò in principato il rovescio evidenziò il nuovo titolo con la legenda VITIR∀— PRINPI.
Particolari sono le monete di Grimoaldo III. Le lettere identificative di questo principe sono la "G" e la "R" che affiancano la croce. Il nome è scritto per la prima volta in forma estesa come GRIM VALD. Nella prima fase della monetazione di Grimoaldo (788-792) le monete recavano al dritto la legenda GRIM VAL seguita dal monogramma DX ("dux") e al rovescio la legenda DOMS CAR con il monogramma ℞, ("rex"). Nei denari furono usati vari monogrammi con il nome del principe. Molti avevano le lettere alle estremità di una croce o disposte a formare una croce loro stesse. La lettera "Ω", che apparve nei denari di Grimoaldo dopo la sua rottura con Carlo Magno, era scritta sotto la forma "ω".